# 南部州 (ルワンダ)
南部州（なんぶしゅう、ルワンダ語: Intara y'Amajyepfo、フランス語：Province du Sud）は、ルワンダを構成する5つの州のうちの一つ。ルワンダ南西部に位置し、ブルンジに接する。州都はニャンザだが、州内最大の都市はブタレ。人口は約300万人（2022年国勢調査）。

## 設立まで
2006年1月1日にルワンダの地方行政区分が再編され、南部州が誕生した。南部州は再編以前のギコンゴロ県とギタラマ県、そしてブタレ県からなる。

## 隣接州
- 北部州
- キガリ州
- 東部州
- ブタニェレラ県
- ブジュンブラ県
- 西部州

## 下位行政区画

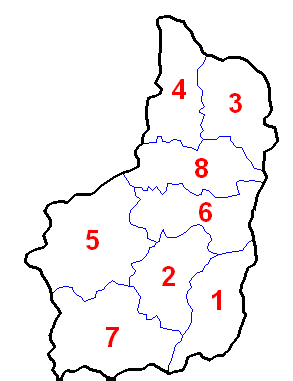
南部州の郡

1. ギサガラ郡（英語版）（Gisagara）
2. フイエ郡（英語版）（Huye）
3. カモニ郡（英語版） （Kamonyi）
4. ムハンガ郡（英語版）（Muhanga）
5. ニャマガベ郡（英語版）（Nyamagabe）
6. ニャンザ郡（英語版）（Nyanza）
7. ニャルグル郡（英語版）（Nyaruguru）
8. ルハンゴ郡（英語版）（Ruhango）